# Svalöv (comuna)
Svalöv (em sueco: Svalövs kommun) é uma comuna da Suécia localizada no condado de Escânia. Sua capital é a cidade de Svalöv. Tem 387 quilômetros quadrados e pelo censo de 2018, havia 14 123 habitantes.